# Johan Cornelius Krieger
Pour les articles homonymes, voir Krieger.
Johan Cornelius Kriegger (1683-1755) était un architecte et paysagiste danois. Il est mort à Copenhague. Il fut nommé architecte du pays et chef des jardins royaux dans les alentours de 1720.

## Constructions
Sa construction la plus célèbre est le Palais de Fredensborg. Il a également construit le Château Frydenlund. Il a conçu ou réaménagé les jardins des palais suivants: les jardins du palais Frederiksberg (aujourd'hui le parc Frederiksberg ), le château de Clausholm, le château de Rosenborg, le palais Hirschholm et le palais d'Odense.  Après l' incendie de Copenhague en 1728, il participe au projet de reconstruction de la ville. Il est également le concepteur du palais de Charlottenlund